# Abdoulay Diaby
Abdoulay Diaby (Nanterre, 21 mei 1991) is een Frans-Malinees voetballer die als aanvaller speelt. Hij staat onder contract bij Al-Jazira Club in de Verenigde Arabische Emiraten. Diaby debuteerde in 2015 in het Malinees voetbalelftal.

## Clubcarrière
Diaby speelde vier seizoenen bij CS Sedan, waar hij 17 doelpunten scoorde uit 71 competitiewedstrijden. In 2013 werd hij gecontracteerd door Lille OSC, dat hem meteen terug uitleende aan Mouscron-Péruwelz. In zijn eerste seizoen op Le Canonnier scoorde hij 3 doelpunten uit 16 competitieduels. Op 2 augustus 2014 scoorde hij zijn eerste doelpunt in de Jupiler Pro League tegen Waasland-Beveren. Twee weken later had hij met twee doelpunten een groot aandeel in de prestigewedstrijd tegen Standard Luik.
Diaby had op 15 mei 2016 een groot aandeel in de 4–0 overwinning tegen Anderlecht waarin hij de eerste twee doelpunten voor zijn rekening nam. Hij kreeg van trainer Preud'homme een applausvervanging in de 74ste minuut. Door die overwinning behaalde Club Brugge de landstitel in het seizoen 2015/16. Ook bij het behalen van de landstitel in het seizoen 2017/18 had Diaby een belangrijk aandeel, mede door zijn vijftien doelpunten in de competitie. In augustus 2018 Tekende Diaby een contract voor vijf seizoenen bij Sporting CP. Er werd ongeveer vijf miljoen euro betaald voor de transfer. Sporting verhuurde hem na een seizoen aan Beşiktaş JK en een seizoen daarna aan Getafe CF.
In januari 2021 maakte Diaby een gevoelige transfer: Sporting Lissabon verhuurde hem voor de rest van het seizoen aan RSC Anderlecht, een van de grote rivalen van Club Brugge, waar hij zijn vorige periode in België speelde. Diaby kon niet overtuigen bij Anderlecht en keerde op het einde van het seizoen terug naar Sporting Lissabon.
In augustus 2021 maakte Al-Jazira Club bekend Diaby te hebben gecontracteerd tot 30 juni 2023.

## Clubstatistieken
| Seizoen        | Club                | Land                                  | Competitie       | Competitie | Competitie | Europees | Europees | Beker | Beker | Totaal | Totaal |
| Seizoen        | Club                | Land                                  | Competitie       | Wed.       | Dlp.       | Wed.     | Dlp.     | Wed.  | Dlp.  | Wed.   | Dlp.   |
| -------------- | ------------------- | ------------------------------------- | ---------------- | ---------- | ---------- | -------- | -------- | ----- | ----- | ------ | ------ |
| 2009-10        | CS Sedan            | Vlag van Frankrijk                    | Ligue 2          | 2          | 0          | –        | –        | 0     | 0     | 2      | 0      |
| 2010-11        | CS Sedan            | Vlag van Frankrijk                    | Ligue 2          | 10         | 2          | –        | –        | 1     | 0     | 11     | 2      |
| 2011-12        | CS Sedan            | Vlag van Frankrijk                    | Ligue 2          | 28         | 7          | –        | –        | 1     | 1     | 29     | 8      |
| 2012-13        | CS Sedan            | Vlag van Frankrijk                    | Ligue 2          | 26         | 7          | –        | –        | 3     | 0     | 29     | 7      |
| 2013-14        | Lille OSC           | Vlag van Frankrijk                    | Ligue 1          | 0          | 0          | –        | –        | 0     | 0     | 0      | 0      |
| 2013-14        | → Mouscron-Péruwelz | Vlag van België                       | Tweede klasse    | 16         | 3          | –        | –        | 0     | 0     | 16     | 3      |
| 2014-15        | → Mouscron-Péruwelz | Vlag van België                       | Eerste klasse    | 21         | 12         | –        | –        | 1     | 0     | 22     | 12     |
| 2014-15        | Lille OSC           | Vlag van Frankrijk                    | Ligue 1          | 3          | 0          | 0        | 0        | 0     | 0     | 3      | 0      |
| 2015-16        | Club Brugge         | Vlag van België                       | Eerste klasse    | 32         | 16         | 9        | 0        | 5     | 4     | 46     | 20     |
| 2016-17        | Club Brugge         | Vlag van België                       | Eerste klasse    | 16         | 0          | 2        | 0        | 1     | 0     | 19     | 0      |
| 2017-18        | Club Brugge         | Vlag van België                       | Eerste klasse    | 34         | 15         | 3        | 0        | 4     | 1     | 41     | 16     |
| 2018/19        | Sporting CP         | Vlag van Portugal                     | Primeira Liga    | 29         | 2          | 6        | 2        | 9     | 3     | 44     | 7      |
| 2019/20        | Sporting CP         | Vlag van Portugal                     | Primeira Liga    | 2          | 0          | 0        | 0        | 0     | 0     | 2      | 0      |
| 2019/20        | → Beşiktaş JK       | Vlag van Turkije                      | Süper Lig        | 31         | 5          | 3        | 0        | 3     | 1     | 37     | 6      |
| 2020/21        | → Getafe CF         | Vlag van Spanje                       | Primera Division | 1          | 0          | –        | –        | 2     | 0     | 3      | 0      |
| 2020/21        | → RSC Anderlecht    | Vlag van België                       | Eerste klasse A  | 8          | 1          | –        | –        | 3     | 2     | 11     | 3      |
| 2021/22        | Sporting CP         | Vlag van Portugal                     | Primeira Liga    | 0          | 0          | 0        | 0        | 0     | 0     | 0      | 0      |
| 2021/22        | Al-Jazira Club      | Vlag van Verenigde Arabische Emiraten | VAE Liga         | 0          | 0          | 0        | 0        | 0     | 0     | 0      | 0      |
| Carrièretotaal | Carrièretotaal      | Carrièretotaal                        | Carrièretotaal   | 258        | 70         | 23       | 2        | 32    | 12    | 315    | 84     |

Laatst bijgewerkt 22 maart 2021.

## Interlandcarrière
Diaby debuteerde op 11 oktober 2014 in het Malinees voetbalelftal, onder bondscoach Henryk Kasperczak. Die nam hem een jaar later ook mee naar het Afrikaans kampioenschap 2015. Hij behoorde ook tot de Malinese ploeg op het Afrikaans kampioenschap 2019.

## Erelijst
| Kampioen België    | 2x | 2015/16, 2017/18 |
| Belgische Supercup | 2x | 2016, 2018       |